# Bauingenieur-Fachschaften-Konferenz
Die Bauingenieur-Fachschaften-Konferenz, kurz BauFaK, ist die deutschsprachige Bundesfachschaftentagung der Bauingenieur-Fachschaften. Sie vertritt die Interessen der Bauingenieur-Fachschaften von Universitäten und Fachhochschulen gegenüber überregionalen Institutionen aus Politik, Wirtschaft und dem Hochschulbereich.

## Mitglieder
Die Mitglieder der BauFaK setzen sich aus aktiven sowie ehemaligen Vertreterinnen, Vertretern und Mitglieder der deutschsprachigen Fachschaften des Bauwesens von Universitäten und Hochschulen Europas zusammen, sowie Gästen zusammen.

## Ablauf einer Tagung
Die BauFaK tagt jedes Semester einige Tage lang (z. B. Samstag Mittags bis Mittwoch Früh) an einer ausrichtenden Hochschule und wird vorwiegend durch Spenden aus der Wirtschaft finanziert, sowie einem Teilnehmerbeitrag (i. d. R. 50 €). Es werden aktuelle Themen aus Hochschule, Politik und Wirtschaft, aber auch fachschaftsinternen Fragestellungen in Arbeitskreisen bearbeitet. In Plenen werden die Ergebnisse vorgestellt, diskutiert und als Positionspapiere, Stellungnahmen, Empfehlungsschreiben oder Leitfäden mehrheitlich verabschiedet. Ein Tag oder Halbtag der Konferenz ist üblicherweise für Exkursionen zu regionalen Bau-Sehenswürdigkeiten reserviert.
Daneben widmen sich die Teilnehmer dem Erfahrungsaustausch und der Kontaktpflege.

## Adressaten
Typische Adressaten der Ergebnisse einer BauFaK sind neben den Fachschaften des Bauwesens:
- Dekanate der deutschsprachigen Hochschulen
- Hochschulrektorenkonferenz (HRK)
- Akkreditierungsagenturen wie ASBau, ASIIN
- für Hochschule und Bildung verantwortlichen Ministerien aus Deutschland, Österreich und der Schweiz
- Kultusministerkonferenz der deutschen Länder
- Fakultätentag für Bauingenieurwesen, Geodäsie und Umwelt (FTBGU)
- Fachbereichstag Bauingenieurwesen (FBTbau)

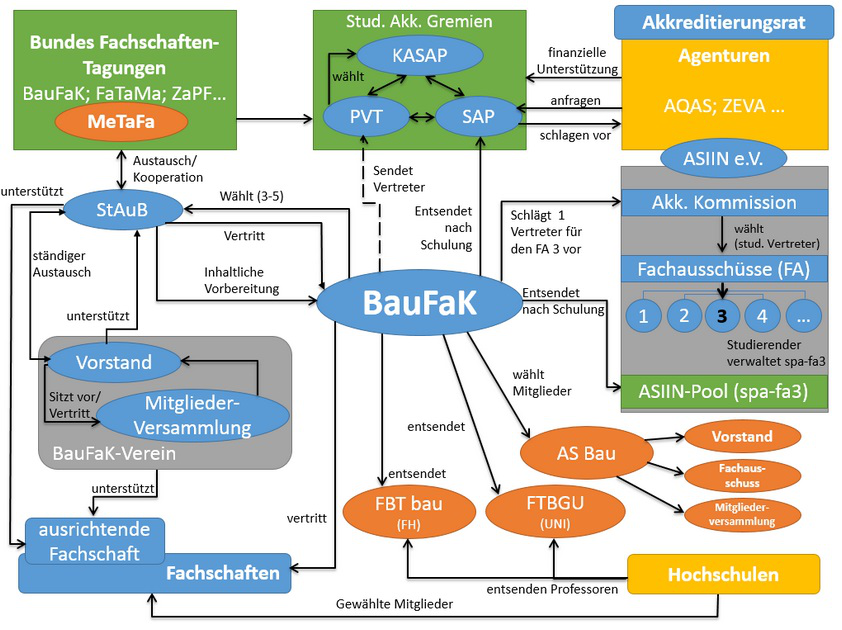
Diagramm das die Beziehung der BauFaK zu anderen Institutionen anschaulich darstellt

- Ingenieurkammern
- Fachschaftentagung Maschinenbau

## Vertretung
In der Zeit zwischen den Tagungen vertritt der Ständige Ausschuss der Bauingenieur-Fachschaften-Konferenz (StAuB) die Anliegen der BauFaK. Der StAuB übernimmt die redaktionelle Endverarbeitung der erarbeiteten Ergebnisse und die Versendung der Papiere. Daneben ist er für die inhaltliche Vorbereitung der folgenden BauFaK, die Kontaktpflege zu den Ausschüssen anderer Bundesfachschaftentagungen sowie die Unterstützung des ausrichtenden BauFaK bei inhaltlichen Fragestellungen verantwortlich. Er ist in dieser Zeit  Ansprechpartner für Politik, Wirtschaft und Hochschulen. Er ist zudem befugt, bei aktuellen Anfragen im Namen der BauFaK zu handeln. Außerdem entsendet das Plenum der BauFaK 3 Vertreter in den Fakultätentag für Bauingenieurwesen, Geodäsie und Umwelt, in den Fachbereichstag Bauingenieurwesen und in den ASBau (Vorstand:1, Fachausschüsse:2, Mitgliederversammlung:3; je 1 Stimme). Zudem schlägt das Plenum der BauFaK einen stimmberechtigten Vertreter im Akkreditierungsrat der ASIIN vor.

## Verein
Der Verein der Freunde und Förderer der Bauingenieur-Fachschaften-Konferenz e.V. ist eine gemeinnützige Organisation, in der aktive und ehemalige Mitglieder der BauFaK als auch Vertreter aus der Wirtschaft tätig sind. Der BauFaK-Verein bietet den ausrichtenden Fachschaften Unterstützung bei organisatorischen Problemen und Fragen der Finanzierung.

## Zweck
- Die Bauingenieur-Fachschaften-Konferenz dient in erster Instanz dem Zweck, die Interessen der Studierenden des Bauwesens aus dem deutschsprachigen Raum zu vertreten. Durch die Bündelung der Erfahrung, die die Studierendenvertreter von ihren verschiedenen Hochschulen mitbringen, schafft sie den Raum und die Möglichkeit, eine Bandbreite an Themen zu behandeln, die von fachschaftsinternen Thematiken wie Mitgliederwerbung bis zu höchsten europaweiten Themen wie der Bologna-Reform, reicht.
- Weiterhin zeichnet sich die BauFaK durch ihre Struktur in der Lage, Ansprechpartner für Politik und Wirtschaft zu sein, wenn bei einer öffentlichkeitswirksamen Fragestellung nach Stellungnahmen von Seiten der Studierenden verlangt wird.
- Einen dritten Zweck stellt die soziale Komponente der Tagung dar. Durch den halbjährlichen Turnus ist eine länderübergreifende Vernetzung von Studierenden möglich, die einerseits zur Persönlichkeits- und Erfahrungsbildung der Studierenden beiträgt, andererseits aber auch dem späteren Arbeitgeber die Chance eröffnet, in einem ehemaligen BauFaK-Teilnehmer einen Mitarbeiter zu gewinnen, der durch seine Vernetzung zum Erfolg des Unternehmens beitragen kann